# Grande Prêmio da Malásia de Motovelocidade de 1993
O Grande Prêmio da Malásia de 1993 foi a segunda etapa do mundial de MotoGP de 1993. Aconteceu no final de semana de 2 a 4 de Abril em Shah Alam.

## 500 cc
| Pos. | Piloto          | Tempo     | Grid |
| ---- | --------------- | --------- | ---- |
| 1    | Wayne Rainey    | 44'54.102 | 3    |
| 2    | Daryl Beattie   | +6.145    | 2    |
| 3    | Kevin Schwantz  | +18.367   | 1    |
| 4    | Mick Doohan     | +20.973   | 5    |
| 5    | Álex Crivillé   | +21.715   | 4    |
| 6    | S. Itoh         | +29.770   | 6    |
| 7    | Alex Barros     | +32.602   | 7    |
| 8    | Niall Mackenzie | +1'04.514 | 9    |
| 9    | Doug Chandler   | +1'15.848 | 10   |
| 10   | Mat Mladin      | +1 volta  | 11   |
| 11   | L. Naveau       | +1 volta  | 17   |
| 12   | J. Reynolds     | +1 volta  | 14   |
| 13   | J. Lopez Mella  | +1 volta  | 13   |
| 14   | S. Emmett       | +1 volta  | 21   |
| 15   | R. Colleoni     | +1 volta  | 22   |
| 16   | L. Pedercini    | +1 volta  | 24   |
| 17   | M. Rudroff      | +1 volta  | 23   |
| 18   | S. David        | +1 volta  | 15   |
| 19   | C. Doorakkers   | +1 volta  | 25   |
| 20   | T. Crine        | +1 volta  | 27   |
| 21   | A. Meklau       | +1 volta  | 28   |
| 22   | B. Bonhuil      | +1 volta  | 26   |
| 23   | T. Arakaki      | +1 volta  | 18   |
| 24   | K. Mitchell     | +1 volta  | 20   |
| 25   | A. Meklau       | +2 voltas | 32   |
| 27   | A. Scott        | +2 voltas | 30   |
|      | J. Kuhn         | Retired   | 19   |
|      | T. Udagawa      | Retired   | 29   |
|      | B. Garcia       | Retired   | 12   |
|      | M. Papa         | Retired   | 31   |